# Pterolophia variantennalis
Pterolophia variantennalis är en skalbaggsart som beskrevs av Stefan von Breuning 1970. Pterolophia variantennalis ingår i släktet Pterolophia och familjen långhorningar.
Artens utbredningsområde är Taiwan. Inga underarter finns listade i Catalogue of Life.